# Barcelona (Miró)
Pour les articles homonymes, voir Barcelona.
Barcelona est une série de lithographies en noir et blanc, réalisée par Joan Miró à Barcelone à la fin de l'année 1943. Elles sont réunies dans un livre publié en 1944 par son ami le galeriste Joan Prats. Elles témoignent de la part de Miró d'un refus de l'oppression franquiste. Le même thème est repris par le peintre en 1973, en hommage à son pays natal.

## 1943-1944
Fin 1943, le galeriste Joan Prats passe commande au peintre d'une série de cinquante lithographies, qu'il réunit ensuite sous le titre Barcelona . Miró se déchaîne alors dans des formes violentes dont Roland Penrose estime qu'elles « (...) lui apportent l'exutoire dont il avait besoin pour exprimer les émotions violentes qu'il avait soumises à une discipline sévère. La série Barcelona révèle une rage analogue à celle provoquée par la détérioration de la situation internationale. » Ce qui offre à l'artiste offre un moyen de se libérer de ses angoisses.
Cette libération incite Miró à reprendre la peinture sur toile, après une interruption de quatre ans. C'est en effet à partir de 1944 qu'il se remet à peindre sur toile, des formats de plus en plus grands sur le thème Femme, oiseau, étoile qu'il a déjà abordé dix ans plus tôt avec Escargot, femme, fleur et étoile.

## 1973
Trente ans plus tard, Miró revient sur le même thème avec deux séries de gravures dont les titres traduisent l'intention de l'artiste : Barcelona (treize eaux fortes et aquatintes, et une lithographie) et Mallorca dix eaux-fortes et aquatintes. Ces deux œuvres rappellent le double lignage paternel et maternel, ainsi que les deux lieux qui ont marqué son enfance.
Ce deuxième Barcelona comprend:
- une eau-forte, aquatinte et lithographie en couleurs de 70 × 105 cm signée au crayon et justifiée à cinquante exemplaires et à dix exemplaires en chiffres romains,
- onze eaux-fortes et aquatintes en couleurs de mêmes dimensions et de même tirage.
- une eau-forte et aquatinte en couleurs de 170 × 70 cm édité par la galerie Sala Gaspar de Barcelone[4]. Cette dernière eau-forte est présentée dans une boîte bleue.